# قلب في الظلام (فلم)
قلب في الظلام هو فيلم مصري عرض عام 1960، بطولة رشدي أباظة وإيمان ومحمود المليجي، ومن إخراج عدلي خليل.

## قصة الفيلم
تدور أحداث الفيلم حول فتاة تبحث عن الثراء، فتلجأ إلى الزواج من ثري ليحقق لها أطماعها وتترك حبيبها الفقير. تكتشف الفتاة أن حبيبها يعمل موظفا عند زوجها وأنه موضع ثقته فتحاول استعادة حبها منه مرة أخرى ولكنه يصدها، تحاول بشتى السبل معه حتى استسلم في النهاية وبعد فترة يكتشف زوجها خيانتها وتتوالى الأحداث.

## طاقم التمثيل
- رشدي أباظة: (رأفت)
- إيمان: (إلهام)
- محمود المليجي: (مختار)
- نجوى فؤاد: (وفاء)
- سمير شديد: (سمير)
- ليلى نصر
- إدمون تويما
- محمد توفيق
- فيفي سعيد: (والدة إلهام ووفاء)
- كيتي: (راقصة)
- خريستو كلاداكيس: (راقص)
- كمال الزيني
- نبيل حسني
- رفيق عارف

## فريق العمل
- إخراج: عدلي خليل
- سيناريو: نيروز عبد الملك، عدلي نور
- حوار: نيروز عبد الملك
- مدير التصوير: فؤاد عبد الملك
- مونتاج: أحمد إسماعيل
- إنتاج: أفلام عدلي خليل
- توزيع: أفلام إدوار خياط